# Donald in Mathmagic Land
Donald in Mathmagic Land (deutscher DVD-Titel Donald im Land der Mathemagie) ist ein US-amerikanischer Dokumentar-Kurzfilm von Hamilton Luske aus dem Jahr 1959. Der für einen Oscar nominierte, von Walt Disney produzierte Film war in den 1960er-Jahren ein angesehener Lehrfilm in US-amerikanischen Schulen.
Donald Duck begibt sich auf ein Abenteuer ins Land der Mathematik und zeigt anhand von Beispielen, wie nützlich Mathematik im Leben sein kann. Er veranschaulicht auf seiner Reise, dass Zahlen und geometrische Formen der Schlüssel zur Beschreibung vieler Phänomene der realen Welt (wie Musik und Kunst, Tiere und Pflanzen, Maschinen und Technik) sind, ihnen aber auch eine eigene Schönheit innewohnt und sie den Menschen zum Staunen und Nachdenken anregen.

## Inhalt
Ausgerüstet mit einer Schrotflinte und einem Safari-Hut begibt sich Donald Duck zu einem Ausflug in die Wildnis. Dort liegen Zahlen auf dem Boden, Bäume haben buchstäblich Quadratwurzeln und eine seltsame vogelähnliche Kreatur zitiert die Kreiszahl Pi, wobei sich ein Fehler in die Reihenfolge einschleicht. Donald führt ein Gespräch mit einer unbekannten Stimme aus dem Off, die sich ihm als „Abenteurergeist“ vorstellt. Die ferne Stimme führt Donald ins antike Griechenland und erzählt ihm von Pythagoras, der ein ganz besonders kluger Kopf und Vater der Mathematik gewesen sei. Donald begegne der Mathematik nun an einem Ort, wo er es gar nicht erwarte. Die Stimme präsentiert ihm eine gespannte Saite, an dem er zupfen soll, was je nach Anwendung verschiedene Töne ergibt. Pythagoras habe dabei entdeckt, dass die Oktave ein Verhältnis von 2:1 hat. Das habe er mit einfachen Bruchrechnungen herausbekommen und auf dieser in Zahlen ausgedrückten Harmonie habe sich unsere Tonleiter entwickelt. Pythagoras und seine Freunde, die Pythagoräer hätten ein geheimes Zeichen gehabt, das Pentagramm. Mit ihren mathemischen Formeln hätten sie die Grundlage für unsere heutige Musik geschaffen.
Und wieder sei es unser alter Freund Pythagoras gewesen, der die im Pentagramm enthaltene Mathematik entdeckt habe. Die beiden kürzeren Linien zusammen ergäben genau die Linie der dritten und diese wiederum zeige die magischen Proportionen des berühmten Goldenen Schnitts. Die zweite und dritte Linie ergäben genau die vierte und wiederum hätten wir den Goldenen Schnitt. Aber das sei nur der Anfang, denn in dem Pentagramm stecke ein weiteres Geheimnis: Das sogenannte Goldene Rechteck, das die Griechen wegen seiner herrlichen Proportionen und magischen Eigenschaften bewundert hätten. Der Stern enthalte viele goldene Rechtecke. Es sei eine sehr bemerkenswerte Form, die sich mathematisch bis ins Unendliche fortsetzen könne. Alle diese Rechtecke hätten genau die gleichen Proportionen. Jede Figur enthalte eine magische Spirale, die die Proportionen des Goldenen Schnitts bis ins Unendliche wiederhole, bekannt als die Fibonacci-Folge. Für die Griechen sei das goldene Rechteck ein mathematisches Gesetz der Schönheit gewesen, was sich in ihrer klassischen Kultur niederschlage. So enthalte der berühmte Parthenon-Tempel aus der griechischen Frühzeit viele goldene Rechtecke. Dieselben goldenen Proportionen würden wir auch bei den Skulpturen der Griechen finden. Das Goldene Rechteck habe in den folgenden Jahrhunderten einen beherrschenden Einfluss auf das Schönheitsideal in der Architektur der gesamten westlichen Welt gehabt. Die Kathedrale Notre-Dame de Paris sei ein hervorragendes Beispiel dafür. Auch die Maler der Renaissance hätten dieses Geheimnis gekannt und auch heutzutage, in unserer modernen Welt, würden wir das goldene Rechteck überall finden. Auch die modernen Maler hätten den Zauber dieser Proportionen wiederentdeckt und sogar im Leben selbst würden wir diese idealen Maße finden.
Und in der Natur wiederum würden wir das Pentagon vielfach wiederfinden, so beispielsweise bei der Blüte einer Petunie, beim Sternjasmin, beim Seestern und bei der Wachsblume. In der Natur gebe es tatsächlich Tausende von angesehenen Mitgliedern der pythagoräischen Sterngesellschaft. Alle Werke der Natur würden eine mathematische Logik enthalten und ihre Muster seien unbegrenzt.
Sodann wird darauf verwiesen, dass die magischen Maße des Goldenen Schnittes sich oft in den Spiralen finden ließen, die die Natur geformt habe. Bei dem Überfluss mathematischer Formeln müsse man an die Worte des Pythagoras denken: „Alles ist geordnet gemäß der Zahl und der mathematischen Form.“ Das stimme, Mathematik fänden wir in der Musik, der Kunst und überhaupt in allem. Und die Regeln seien immer dieselben.
Auch im Spiel stecke Mathematik, so beispielsweise im Spiel Schach, das ein mathematischer Wettkampf zwischen zwei Gehirnen sei. Lewis Carroll, ein Mathematiker, aber vor allem bekannt als Schriftsteller, habe Schachfiguren in seiner Geschichte über Alice hinter den Spiegeln zu handelnden Personen werden lassen. Schach sei ein Spiel nach genau durchdachter Strategie auf einem geometrischen Brett. Daher seien die Züge darauf mathemisch zu berechnen. Fast alle Spiele würden auf geometrischen Feldern stattfinden, das Baseballspiel auf einem Rhombus, und ohne Mathematik könnten wir nicht einmal die Punkte zählen. Das amerikanische Footballspiel finde auf einem Rechteck statt, das in Yardlinien, zu Deutsch Meterlinien, unterteilt sei. Basketball sei ein Spiel in Kreisen, Rundungen und Rechtecken. Nun kommt der Erzähler auf Billard zu sprechen, ein Spiel in einem Rechteck mit drei Kugeln, die auch noch die Bande berühren müssten. Man müsse genau wissen, in welchen Winkel man die Kugel zu stoßen habe. Billard habe viel mit Mathematik zu tun, da der Spieler sich jeden Stoß vorher genau ausrechnen müsse.
Das aufregendste Spielfeld aber befinde sich im menschlichen Gehirn. In Donalds Gehirn bildeten veraltete Ideen, falsche Vorstellungen, Aberglauben etc. ein wirres Durcheinander. Um richtig denken zu können, müsse erst einmal ein Großreinemachen veranstaltet werden. Das neue Spiel habe mit Kreisen und Dreiecken zu tun. Donald solle sich einmal einen vollkommen runden Kreis vorstellen. Da hinein solle er ein Dreieck setzen. Und dieses dann drehen und dann den Kreis drehen, was bekomme er dann, jawohl eine Kugel. Die Form aller Dinge entstehe zuerst im Geiste. Schneide man oben ein Stück ab, dann habe man ein Vergrößerungsglas. Die Linse sei ein Teil der Kugel, alle optischen Instrumente würden wir der Mathematik verdanken. In ihr stecke also weit mehr als nur Zahlen und Gleichungen. Nun wieder zurück zu den Kreisen und Dreiecken. Rolle man beides, habe man ein Rad. Der Kreis sei schon die Grundlage für viele wichtige Erfindungen des Menschen gewesen. Das Gehirn könne die erstaunlichsten Dinge erschaffen. Wenn wir das Dreieck drehten, hätten wir einen Kegel. Zerschneide man diesen, sehe man, dass er eine Menge nützlicher mathematischer Formeln enthalte. Zerschneide man ihn erneut und noch viele weitere Male, finde man die Bahnen aller Planeten und ihrer Satelliten in dem Kegel. Ganz gleich, wie man ihn zerschneide, es sei immer Mathematik. Ein Stück wie dieses gezeigte, gebe uns den Reflektor eines Scheinwerfers, und dieses Stück sei der Spiegel eines Riesenteleskops. Ein kegelförmig gewickelter Draht ergebe einen Bohrer … und eine Feder … und jetzt tickt es … das Telefon läutet, eine Schallplatte dreht sich, es wird getrommelt. Das Gehirn sei die Geburtsstätte aller wissenschaftlicher Erkenntnisse des Menschen, es vermöge alles, wenn es richtig gebraucht werde. Denke man an ein Pentagramm und setze ein anderes hinein, dann ein drittes und ein viertes. Auch der spitzeste Bleistift könne nicht so fein zeichnen, wie der Mensch denken könne. Und alles Papier der Welt reiche nicht aus, um des Menschen Phantasie wiederzugeben. Der Film endet mit einem Zitat von Galileo Galilei: „Die Mathematik ist das Alphabet, mit dem Gott das Universum geschrieben hat.“

## Produktion

### Produktionsnotizen
Es handelt sich um eine Produktion von Walt Disney Productions im Verleih von Buena Vista Film Distribution Company. Neben Hamilton Luske, der die Gesamtleitung verantwortete, waren Wolfgang Reitherman, Les Clark und Joshua Meador für die einzelnen Filmsequenzen zuständig. Zum Team gehörten auch die Disney-Künstler John Hench und Art Riley sowie das Sprachtalent Paul Frees und der wissenschaftliche Experte Heinz Haber, der bereits an den Disney-Weltraumshows mitgewirkt hatte.
Stan Jolley war für die künstlerische Gestaltung der Szenen verantwortlich. Vincent McEveety war im Regieteam, Robert O. Cook überwachte den Ton, Eustace Lycett und Jack Boyd lieferten die visuellen Effekte.

### Veröffentlichung
Der Film wurde in den USA erstmals am 26. Juni 1959 veröffentlicht. In Brasilien erfolgte eine Veröffentlichung im September 1959, in Frankreich und im Vereinigten Königreich im November 1959. In Irland war der Film erstmals im Jahr 1960 verfügbar, ebenso in Kanada, Australien und Japan. Veröffentlicht wurde der Film zudem in Argentinien, Kroatien, Finnland, Italien, in der Sowjetunion, in Spanien, Schweden, Uruguay und in Venezuela. In Deutschland wurde er auf DVD unter dem Titel Donald im Land der Mathemagie innerhalb der Reihe Zauberhafte Märchenwelt Teil 3 herausgegeben.
Zwei Jahre nach seiner Veröffentlichung wurde der Film Teil von Disneys Anthologieserie The Wonderful World of Color, wo er am 24. September 1961 als erste Episode in Farbe ausgestrahlt wurde. Der Universalgelehrte Primus von Quack, ein neuer Disney-Charakter, stellte Donald in Mathmagic Land vor.

## Rezeption

### Kritik
Auf der Seite SDB-Film führte Sidney Schering aus, dass Walt Disney mit der nachlassenden kommerziellen Tauglichkeit regulärer Cartoons und seiner Künstler dem Segment unterhaltsamer Lehrfilme wieder größere Aufmerksamkeit geschenkt habe. Eine dieser lehrreichen Produktionen habe sich außerordentlich hoher Popularität erfreut, nämlich Donald in Mathmagic Land. Dies sei der erste dieses neuen Schwungs an Lehrfilmen gewesen, ein Film dem Walt Disney persönlich eine besonders hohe Aufmerksamkeit geschenkt habe. Entgegen dem Rat seines Bruders Roy habe er dafür gesorgt, dass der Film ins Kino gekommen sei. Das Schachspiel zwischen zwei feindseligen Parteien, das generelle Grundgerüst des Films über eine Figur aus der normalen Welt, die in ein Land der Skurrilitäten stolpert und auch die Gestaltung der mathemagischen Wunderwelt erinnerten nicht von ungefähr an Alice im Wunderland. Alles zusammen habe zur Folge, dass Donald in Mathmagic Land aufregend und kurzweilig erscheine, statt sich gleich zu Beginn als spröde Lehrstunde zu verkaufen.

### Auszeichnung
Oscarverleihung 1960: Walt Disney war mit dem Film für einen Oscar in der Kategorie „Bester Dokumentar-Kurzfilm“ nominiert, der jedoch an den niederländischen Film Glas von Bert Haanstra ging, in dem die Arbeit eines Glasbläsers im Mittelpunkt steht.

### Weitere Verwendung
1959 erschien auch eine Comic-Adaption, die von Tony Strobl nach einem Skript von Don R. Christensen gezeichnet und von Steve Steere getuscht wurde. Die Comic-Adaption unterscheidet sich in einigen Punkten von der Originalgeschichte der Zeichentrick-Version. Die deutschsprachige Erstveröffentlichung erfolgte 1963 unter dem Titel Donald und die Mathemagie in der Reihe Mickyvision des Ehapa Verlags.
In der Zeichentrickserie Mickys Clubhaus ist in der Episode Gone Goofy eine Werbung für Mathmagic Land enthalten.